# Feshtām-e Bālā Maḩalleh
Feshtām-e Bālā Maḩalleh är en ort i Iran.   Den ligger i provinsen Gilan, i den nordvästra delen av landet, 230 km nordväst om huvudstaden Teheran. Feshtām-e Bālā Maḩalleh ligger 24 meter över havet och antalet invånare är 387.
Terrängen runt Feshtām-e Bālā Maḩalleh är huvudsakligen platt, men åt sydväst är den kuperad.Runt Feshtām-e Bālā Maḩalleh är det ganska tätbefolkat, med 199 invånare per kvadratkilometer. Närmaste större samhälle är Rasht, 13,1 km norr om Feshtām-e Bālā Maḩalleh. Trakten runt Feshtām-e Bālā Maḩalleh består till största delen av jordbruksmark.